# ストレンジャー〜上海の芥川龍之介〜
『ストレンジャー〜上海の芥川龍之介〜』（ストレンジャー しゃんはいのあくたがわりゅうのすけ、英題：A Stranger in Shanghai）は、「スペシャルドラマ」としてNHK BS8K・NHK BS4K・NHK総合テレビの3波同時放送で2019年12月30日の21時から22時13分に放送されたテレビドラマ。全1回。新聞社の特派員として中国・上海に派遣された芥川龍之介の視点を通じ、芥川の小説世界と派遣当時の中国の現実を織り交ぜつつ20世紀史中の日中の精神的交流を描く。渡辺あや作、松田龍平主演。
国際放送のNHKワールド JAPANで英語版が2019年12月28日および12月29日に前後編にて先行放送された。

## 登場人物

### 主要人物
芥川龍之介〈29〉
演 - 松田龍平
作家。大阪毎日新聞特派員として上海に渡航する。
村田孜郎（しろう）
演 - 岡部たかし
大阪毎日新聞上海支局長。
秀しげ子
演 - 中村ゆり
龍之介の愛人。
芥川文
演 - 奈緒
龍之介の妻。
上海・妓楼の人々
林黛玉
演 - 徐玉蘭
妓女。
玉蘭
演 - 胡子玫
妓女。
ルールー
演 - 薛八一
男娼。
上海・知識人たち
章炳麟（へいりん）
演 - 任洛敏
革命家。孫文のかつての同志。
鄭孝胥（こうしょ）
演 - 邱必昌
清の遺臣。のちの満州国国務院総理。
李人傑
演 - 金世佳
のちの中国共産党設立メンバー。本名、李漢俊。

### その他の人物
芥川儔
演 - 泉晶子
愛春
演 - 高薇
時鴻
演 - 鄭艶艶
秦楼
演 - 張鑫怡
緑牡丹
演 - 馬鑫
余社長
演 - 張春祥
鄭垂
演 - 張帥

## スタッフ
- 作 - 渡辺あや
- 原案 - 芥川龍之介『上海游記』ほか
- 音楽 - 稲本響
- 制作統括 - 勝田夏子
- プロデューサー - 板垣麻衣子
- 演出 - 加藤拓
- 撮影監督 - 北信康
- 人物デザイン監修 - 柘植伊佐夫
- 日中関係史考証 - 貴志俊彦
- 制作・著作 - NHK

## 製作
撮影は北信康が撮影監督を務め、2019年6月中旬から7月上旬にかけてほぼ全編が上海にて収録された。

## 国内外での評価
放送に先立ち、2019年11月2日にアメリカのハリウッドで開催された映画祭「Japan Cuts Hollywood」においてTLCチャイニーズ・シアターで全世界プレミアとしてNHKワールドがスポンサーとなり無料上映された。本作の演出の加藤拓と制作統括の勝田夏子がゲストとして質疑応答に応じた。

### 受賞歴
- アメリカ国際フィルム・ビデオ祭 エンタメ部門 最優秀賞Best of Festival

filmfestawards.com/#prettyPhoto
- 第46回放送文化基金賞 番組部門
  - テレビドラマ番組 奨励賞[6]
  - 演出賞（加藤拓）[7]